# پیچی
پیچی پاستای دست پیچ و ضخیم است که شبیه اسپاگتی چاق است. منشأ آن از استان سیه‌نا است و در مناطق توسکانی، مونتالچینو این پاستا به پینچی معروف است.
خمیر پاستا معمولاً فقط از آرد و آب تهیه می‌شود. افزودن تخم مرغ طبق سنت‌های خانوادگی تعیین شده و اختیاری است. به جای آب می‌توان از اسفناج ریز خرد شده یا رشته رشته شده استفاده کرد.
خمیر را در یک ورقه صاف ضخیم پهن می‌کنند، سپس به صورت نواری برش می‌دهند. در برخی خانواده‌ها، نوار خمیر را بین یک کف دست و میز می‌پیچند، در حالی که بقیه نوار را دور دست دیگر می‌پیچند. همچنین این حالت می‌تواند با پیچش نوار بین کف دست‌ها فرم داد. در هر دو روش، پاستا ضخیم و کمی نازک‌تر از مداد معمولی شکل می‌گیرد. این پاستا به دلیل ماهیت دست سازش اندازه یک شکلی نداشته و ضخامت متفاوتی در طول رشته دارد.
با انواع سس‌ها و گوشت‌ها مصرف می‌شود، به ویژه:
| دسته‌بندی مواد غذایی | ایتالیایی     | انگلیسی              |
| ------------------- | ------------- | -------------------- |
| سس‌ها                | briciole      | پودر سوخاری          |
| سس‌ها                | aglione       | سس گوجه‌فرنگی تند سیر |
| سس‌ها                | boscaiola     | قارچ پورسینی         |
| سس‌ها                | cacio e pepe  | پنیر و فلفل سیاه     |
| سس‌ها                | ragù          | یک سس بر پایه گوشت   |
| گوشت شکار           | cinghiale     | گراز وحشی            |
| گوشت شکار           | lepre         | خرگوش                |
| گوشت شکار           | anatra (nana) | اردک                 |